# 24 Hores de Montjuïc 1955
L'edició de 1955 de les 24 Hores de Montjuïc fou la 1a d'aquesta prova, organitzada per la Penya Motorista Barcelona al Circuit de Montjuïc el cap de setmana del 2 i 3 de juliol.

## Classificació general

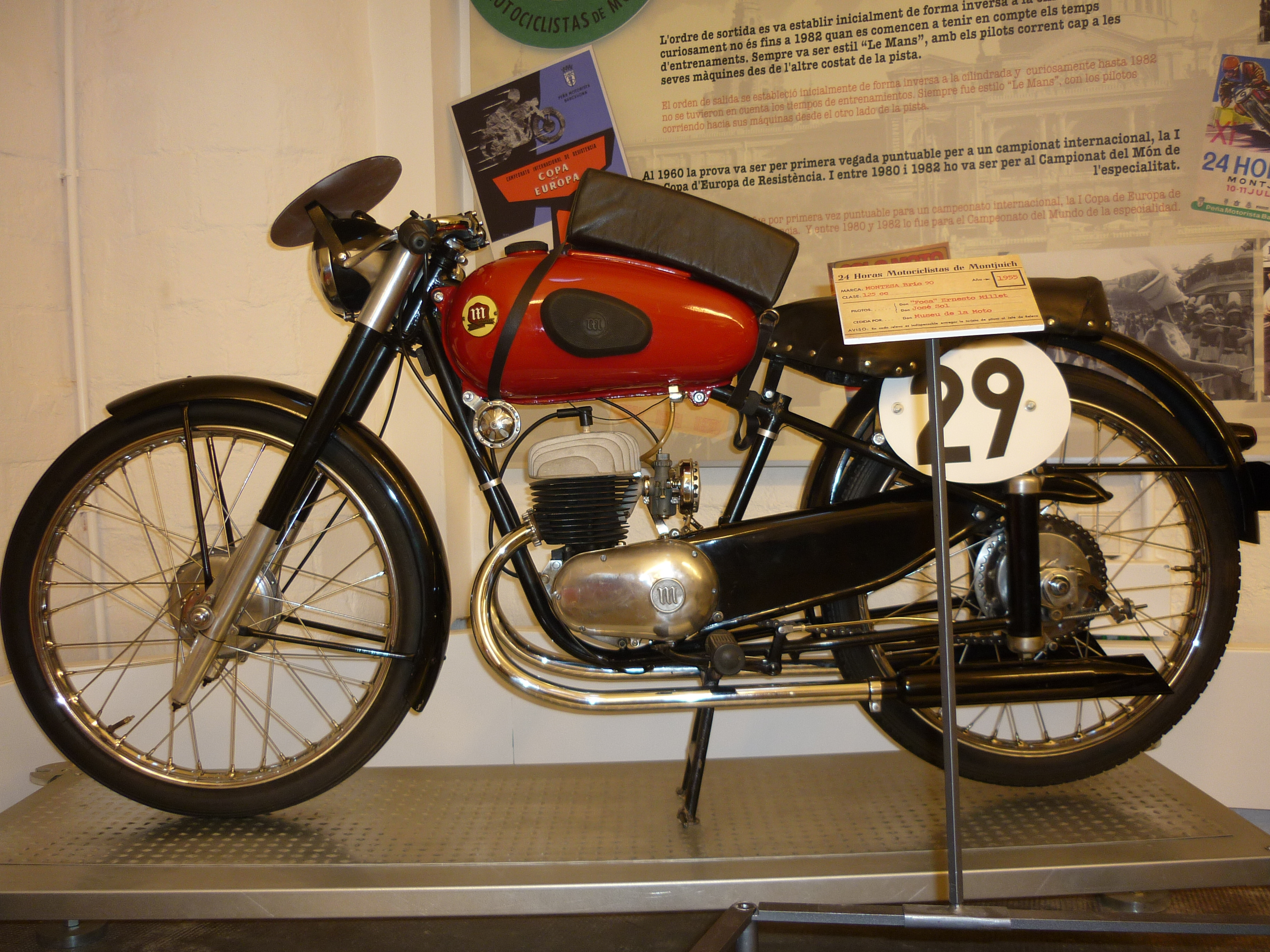
La Montesa Brío 90 125cc que pilotaren "Foca" i Josep Sol a les 24 Hores de Montjuïc de 1955

| Posició | Pilot 1             | Pilot 2                     | Motocicleta | Voltes | Km        |
| ------- | ------------------- | --------------------------- | ----------- | ------ | --------- |
| 1       | Joan Soler Bultó    | Josep Maria Llobet "Turuta" | Montesa 125 | 510    | 1.935,922 |
| 2       | John Grace          | Paco González               | Montesa     | 505    | ?         |
| 3       | Gustau Boy          | Raimon Julià                | Triumph     | 494    | 1.874,511 |
| 4       | "Foca"              | Josep Sol                   | Montesa     | 488    | ?         |
| 5       | Ignasi Macaya       | J. de Gomar                 | BMW         | 488    | ?         |
| 6       | I. de España        | J. España                   | Montesa     | 486    | ?         |
| 7       | "Pingüino"          | Joan Fernández              | Montesa     | 484    | ?         |
| 8       | Roger Montané       | Joaquim Górriz              | Clúa        | 473    | 1.796,607 |
| 9       | Ricardo Quintanilla | A. Rull                     | Roa         | 463    | ?         |
| 10      | J. M. Romañà        | R. Barberà                  | Sanglas     | 448    | ?         |

1. ↑  Velocitat mitjana: 80,663 km/h.

## Guanyadors per categories
| Categoria       | Pilot 1          | Pilot 2                     | Motocicleta         | Voltes | Km        |
| --------------- | ---------------- | --------------------------- | ------------------- | ------ | --------- |
| De 75 a 100 cc  | U. Ferrari       | J. Varadé                   | Moto Guzzi Hispania | 411    | 1559,125  |
| De 100 a 125 cc | Joan Soler Bultó | Josep Maria Llobet "Turuta" | Montesa             | 511    | 1.938,152 |
| De 125 a 250 cc | Roger Montané    | Joaquim Górriz              | Clúa                | 473    | 1.796,607 |
| De 250 a 350 cc | J. Espiell       | J. Salas                    | Sanglas             | 430    | 1.631.451 |
| De 350 a 500 cc | Gustau Boy       | Raimon Julià                | Triumph             | 494    | 1.874,511 |

## Trofeus addicionals
- I Trofeu "El Centauro" de El Mundo Deportivo: Montesa (Joan Soler Bultó - Josep Maria Llobet "Turuta")